# Ammobates cockerelli
Ammobates cockerelli är en biart som beskrevs av Popov 1951. Ammobates cockerelli ingår i släktet Ammobates och familjen långtungebin. Inga underarter finns listade i Catalogue of Life.